# Greatest Hits 1974-78
Greatest Hits 1974-78 è un album raccolta della Steve Miller Band, pubblicato dalla Capitol Records nel novembre del 1978.Nel 2017 è stato certificato in USA con 14 dischi di platino.

## Tracce
Lato A
1. Swingtown – 3:29 (Steve Miller, Chris McCarty) – Tratto dall'album Book of Dreams (1977)
2. Jungle Love – 3:09 (Greg Douglas, Lonnie Turner) – Tratto dall'album Book of Dreams (1977)
3. Take the Money and Run – 2:50 (Steve Miller) – Tratto dall'album Fly Like an Eagle (1976)
4. Rock 'N Me – 3:06 (Steve Miller) – Tratto dall'album Fly Like an Eagle (1976)
5. Serenade – 3:10 (Chris McCarty, Steve Miller) – Tratto dall'album Fly Like an Eagle (1976)
6. True Fine Love – 2:40 (Steve Miller) – Tratto dall'album Book of Dreams (1977)
7. The Stake – 3:57 (David Denny) – Tratto dall'album Book of Dreams (1977)

Lato B
1. The Joker – 3:36 (Steve Miller) – Tratto dall'album The Joker (1973)
2. Fly Like an Eagle – 3:02 (Steve Miller) – Tratto dall'album Fly Like an Eagle (1976)
3. Threshold – 1:06 (Byron Allred, Steve Miller) – Tratto dall'album Book of Dreams (1977)
4. Jet Airliner – 3:36 (Paul Pena) – Tratto dall'album Book of Dreams (1977)
5. Dance, Dance, Dance – 2:17 (Steve Miller) – Tratto dall'album Fly Like an Eagle (1976)
6. Winter Time – 3:11 (Steve Miller) – Tratto dall'album Book of Dreams (1977)
7. Wild Mountain Honey – 4:52 (Chris McCarty) – Tratto dall'album Fly Like an Eagle (1976)

## Musicisti
- Steve Miller - chitarra, sitar, voce